# Helen Lee Worthing
Helen Lee Worthing, nata Worthington (Louisville, 31 gennaio 1905 – Los Angeles, 25 agosto 1948), è stata un'attrice statunitense.

## Biografia
Nata a Louisville, nel Kentucky, crebbe a Brookline, nel Massachusetts. Vinto a Boston un concorso di bellezza che la lanciò nel mondo dello spettacolo, nel 1920 prese parte ai musical di Broadway What's in a Name? e The Greenwich Village Follies of 1920, ed entrò a far parte delle Ziegfeld Girls. Nella compagnia di Florenz Ziegfeld rimase fino al 1924, lasciandola con la chiusura delle repliche delle Ziegfeld Follies of 1923.
Con una piccola parte in Enemies of Women (1923), con Lionel Barrymore ed Alma Rubens, esordì nel cinema dove, nei 13 film da lei interpretati, non ebbe mai ruoli importanti, se si eccettua il The Count of Luxembourg (1926) di Arthur Gregor, con George Walsh e Michael Dark.
La svolta della sua vita avvenne nell'aprile del 1927, attraverso l'incontro con il medico afro-americano Eugene Nelson, chiamato dalla cameriera di colore di Helen dopo che l'attrice aveva avuto un malore nella sua casa di Los Angeles. Fu un colpo di fulmine tra i due, seguito dal matrimonio a Tijuana, in Messico, il 28 giugno seguente. Negli Stati Uniti del tempo, l'episodio costituì un grave scandalo e fu la causa dell'emarginazione dell'attrice, che non ebbe più opportunità di lavoro e cadde vittima della droga e dell'alcolismo.
Nemmeno la separazione dei due coniugi e il successivo annullamento del loro matrimonio, avvenuto su richiesta dell'attrice il 31 gennaio 1933, valse a riportare Helen Worthing in una condizione di serenità. Fu più volte ricoverata in ospedali psichiatrici, nel settembre del 1935 tentò il suicidio e conobbe anche il carcere per possesso di droga e ubriachezza: fu condannata a cinque mesi di prigione nel 1939 e a un anno nel 1940.
Nell'aprile del 1944 fu duramente picchiata da un compagno occasionale, nel 1946 fu trovata in strada in stato confusionale. Il 25 agosto 1948 si uccise avvelenandosi con i barbiturici nel suo appartamento pieno di ritagli di giornale e di fotografie del periodo d'oro della sua vita. È sepolta nell'Inglewood Park Cemetery.

## Filmografia
- I nemici delle donne (1923)
- L'ombra di Washington (Janice Meredith), regia di E. Mason Hopper (1924)
- Il cigno (The Swan), regia di Dmitrij Buchoveckij (1925)
- The Crowded Hour, regia di E. Mason Hopper (1925)
- Night Life of New York (1925)
- Flower of Night (1925)
- The Other Woman's Story (1925)
- The Count of Luxembourg (1926)
- Watch Your Wife (1926)
- Lew Tyler's Wives (1926)
- Don Giovanni e Lucrezia Borgia (Don Juan), regia di Alan Crosland (1926)
- Vanity (1927)
- Thumbs Down (1927)

## Spettacoli teatrali
- Ziegfeld Follies of 1922 (Broadway, 5 giugno 1922 - 23 giugno 1923)

## Fonti
- Donald Bogle, Bright Boulevards, Bold Dreams: The Story of Black Hollywood, One World Ballantine Books, New York, 2005